# UNMIL
La Missione delle Nazioni Unite in Liberia (UNMIL dall'inglese United Nations Mission in Liberia) è stata una missione di peacekeeping, avente l'obiettivo di monitorare l'accordo di cessate il fuoco in Liberia in seguito alle dimissioni del presidente Charles Taylor e alla conclusione della seconda guerra civile liberiana (1999-2003), stabilita dal Consiglio di Sicurezza il 19 settembre 2003 con la risoluzione 1509.
L'UNMIL ha sostituito la United Nations Observer Mission in Liberia (UNOMIL), istituita nel 1993 per sostenere gli sforzi di peacekeeping della Comunità economica degli Stati dell'Africa occidentale (in inglese Economic Community of West African States, ECOWAS) durante la prima guerra civile liberiana (1989-1997). Nel 1999, dopo due anni di relativa pace, scoppiò una nuova guerra civile nel paese, innescata dal conflitto tra gruppi ribelli e l'amministrazione di Charles Taylor. I combattimenti su larga scala si sono conclusi in seguito all'accordo di pace di Accra nell'agosto 2003. In seguito agli accordi è stata costituita la missione con il compito di monitorarne i termini e aiutare a stabilire un nuovo governo di transizione.
Lo scopo della missione fu di verificare il rispetto del cessate il fuoco nel paese, monitorare il movimento delle truppe irregolari per poi disarmare, smobilitare e reintegrare gli ex combattenti, aiutare il governo a stabilire una nuova amministrazione democratica, appoggiare le autorità nazionali nel riformare i sistemi di giustizia, riorganizzare e addestrare le nuove forze della polizia nazionale liberiana, monitorare e promuovere il rispetto dei diritti umani, appoggiare il governo transitorio ad organizzare e garantire lo svolgimento delle elezioni presidenziali che si sono tenute nel 2005, favorire ed appoggiare il ritorno dei rifugiati liberiani al paese, cooperare con altre agenzie del sistema ONU presenti nel paese (UNDP, WFP, UNICEF, UNHCR, WHO, etc.) e organizzazioni non governative nazionali ed internazionali.
Durante la sua massima espansione la missione era composta da circa 17 000 persone tra personale civile e militare provenienti da: Argentina, Bangladesh, Benin, Bolivia, Bosnia ed Erzegovina, Brasile, Bulgaria, Burkina Faso, Cina, Corea del Sud, Croazia, Danimarca, Ecuador, Egitto, El Salvador, Etiopia, Filippine, Finlandia, Figi, Francia, Gambia, Germania, Ghana, Giamaica, Giordania, India, Indonesia, Irlanda, Italia, Kenya, Kirghizistan, Liberia, Macedonia, Malawi, Malaysia, Mali, Moldavia, Mongolia, Montenegro, Namibia, Nepal, Niger, Nigeria, Norvegia, Pakistan, Paraguay, Perù, Polonia, Regno Unito, Repubblica Ceca, Romania, Ruanda, Russia, Stati Uniti, Turchia, Samoa, Senegal, Serbia, Sri Lanka, Svezia, Togo, Uganda, Ucraina, Yemen, Zambia e Zimbabwe.
Il quartier generale della missione era localizzato nella capitale Monrovia.
Dal 2009 il mandato è stato prorogato annualmente. L'ultima estensione è avvenuta quando il Consiglio di sicurezza delle Nazioni Unite il 22 dicembre 2016 ha esteso il mandato al 30 marzo 2018.
Nei suoi 14 anni di operatività la missione ha avuto un costo totale di 7,5 miliardi di dollari. Nel corso della missione 204 peacekeepers hanno perso la vita.